# 1930–1931-es magyar labdarúgókupa
Az 1930–1931-es magyar kupa a sorozat 13. kiírása volt, melyen a III. Kerületi TVE csapata első alkalommal diadalmaskodott. 

## Döntő
| 1. csapat         | Eredmény | 2. csapat       |
| ----------------- | -------- | --------------- |
| III. Kerületi TVE | 4–1      | Ferencvárosi TC |

| 1931. május 25. 17:00 |

| III. Kerületi TVE             | 4:1   | Ferencvárosi TC |
| ----------------------------- | ----- | --------------- |
| Zilahi 4', 22', 75' Győri 10' | (3:0) | Steiner 58'     |

| Üllői úti Stadion, Budapest Nézőszám: 3000 Játékvezető: Csárdás Gusztáv (magyar) |

## Külső hivatkozások
- 1930–1931-es magyar labdarúgókupa. magyarfutball.hu. (Hozzáférés: 2014. augusztus 7.)